# 大野 (新潟市)
大野（おおの）は、新潟県新潟市西区の町字。郵便番号は950-2037。

## 概要
1889年（明治22年）から現在の大字。信濃川下流東方、西川左岸堤防沿いに位置する。もとは江戸時代から1889年（明治22年）まであった大野興野村の区域の一部。

### 隣接する町字
北から東回り順に、以下の町字と隣接する。
- 坂井
- 大学南

※西川を挟んで新通、新通西と隣接。

## 歴史
開発年代は不明。1618年（元和4年）の記録に村名が残る。

### 年表
- 1889年（明治22年）4月1日 : 合併により上坂井輪村の大字となる。
- 1901年（明治34年）11月1日 : 合併により坂井輪村の大字となる。
- 1954年（昭和29年）11月1日 : 合併により新潟市の大字となる。
- 2007年（平成19年）4月1日 : 新潟市の政令指定都市移行により、西区の大字となる。

## 世帯数と人口
2018年（平成30年）1月31日現在の世帯数と人口は以下の通りである。
| 大字 | 世帯数  | 人口  |
| ---- | ------- | ----- |
| 大野 | 358世帯 | 778人 |

## 小・中学校の学区
市立小・中学校に通う場合、学区は以下の通りとなる。
| 番地 | 小学校                   | 中学校               |
| ---- | ------------------------ | -------------------- |
| 全域 | 新潟市立新通つばさ小学校 | 新潟市立坂井輪中学校 |

## 主な企業・施設
- 新潟大野郵便局
- しまむら 内野店

## 交通

### 道路
- 新潟県道16号新潟亀田内野線